# Umberto Germano
Umberto Germano (Torino, 22 aprile 1992) è un calciatore italiano, centrocampista svincolato.

## Caratteristiche tecniche
Centrocampista molto duttile ed eclettico, il suo ruolo principale è quello di esterno destro, ma può essere impiegato pure da mezzala e da terzino.

## Carriera

### Club
Cresce nel settore giovanile del BarcanovaSalus, una società dilettantistica piemontese, che nel 2007 lo cede al Canavese. Successivamente dopo due stagione si accasa alla Juventus, con cui gioca negli Allievi Nazionali nella stagione 2008-2009 e Berretti nella stagione 2009-2010. A fine stagione firma il suo primo contratto professionistico con il Canavese, squadra militante in Lega Pro Seconda Divisione, con cui esordisce segnando una rete in Coppa Italia Lega Pro. In questa categoria va a segno 3 volte in 22 incontri nella stagione 2010-2011, rimanendo svincolato a fine anno a causa del fallimento del Canavese.
Si accasa quindi alla Pro Vercelli, in Lega Pro Prima Divisione. Nel suo primo campionato in questa categoria segna 2 reti in 23 presenze, giocando inoltre 4 partite nei play-off, al termine dei quali il club vercellese ottiene la promozione in Serie B, categoria in cui Germano nella stagione 2012-2013 gioca 25 partite senza mai segnare. In seguito alla retrocessione della squadra, viene ceduto in prestito con diritto di riscatto alla Virtus Lanciano: dopo un campionato caratterizzato da 10 presenze in Serie B (categoria in cui segna anche il suo primo gol) fa ritorno alla Pro Vercelli, nuovamente militante in Serie B in seguito alla promozione ottenuta nella stagione 2013-2014.
Il 2 luglio 2019 firma un contratto fino al 2022 con il Padova, club appena retrocesso in Serie C, con il quale durante la stagione 2021-2022 vince la Coppa Italia di categoria. Lascia il Padova nella sessione invernale del 2023 dopo 121 presenze e 2 reti con la maglia biancoscudata.
Il 5 gennaio 2023 passa a titolo definitivo alla Triestina.

### Nazionale
Il 12 giugno 2012 ha giocato da titolare in una partita amichevole che la nazionale Under-20 di Lega Pro ha vinto per 8-0 contro la nazionale Under-21 di San Marino.

## Statistiche

### Presenze e reti nei club
Statistiche aggiornate al 25 aprile 2025.
| Stagione            | Squadra             | Campionato          | Campionato | Campionato | Coppe nazionali | Coppe nazionali | Coppe nazionali | Coppe continentali | Coppe continentali | Coppe continentali | Altre coppe | Altre coppe | Altre coppe | Totale | Totale |
| Stagione            | Squadra             | Comp                | Pres       | Reti       | Comp            | Pres            | Reti            | Comp               | Pres               | Reti               | Comp        | Pres        | Reti        | Pres   | Reti   |
| ------------------- | ------------------- | ------------------- | ---------- | ---------- | --------------- | --------------- | --------------- | ------------------ | ------------------ | ------------------ | ----------- | ----------- | ----------- | ------ | ------ |
| 2010-2011           | Canavese            | 2D                  | 22         | 3          | CI-LP           | 1               | 1               | -                  | -                  | -                  | -           | -           | -           | 23     | 4      |
| 2011-2012           | Pro Vercelli        | 1D                  | 23+4       | 2          | CI-LP           | 4               | 1               | -                  | -                  | -                  | -           | -           | -           | 31     | 3      |
| 2012-2013           | Pro Vercelli        | B                   | 25         | 0          | CI              | 0               | 0               | -                  | -                  | -                  | -           | -           | -           | 25     | 0      |
| 2013-2014           | Lanciano            | B                   | 10         | 1          | CI              | 1               | 0               | -                  | -                  | -                  | -           | -           | -           | 11     | 1      |
| 2014-2015           | Pro Vercelli        | B                   | 32         | 1          | CI              | 1               | 0               | -                  | -                  | -                  | -           | -           | -           | 33     | 1      |
| 2015-2016           | Pro Vercelli        | B                   | 34         | 1          | CI              | 1               | 0               | -                  | -                  | -                  | -           | -           | -           | 35     | 1      |
| 2016-2017           | Pro Vercelli        | B                   | 35         | 0          | CI              | 0               | 0               | -                  | -                  | -                  | -           | -           | -           | 35     | 0      |
| 2017-2018           | Pro Vercelli        | B                   | 32         | 3          | CI              | 1               | 0               | -                  | -                  | -                  | -           | -           | -           | 33     | 3      |
| 2018-2019           | Pro Vercelli        | C                   | 26+2       | 2          | CI+CI-C         | 1+0             | 0               | -                  | -                  | -                  | -           | -           |             | 29     | 2      |
| Totale Pro Vercelli | Totale Pro Vercelli | Totale Pro Vercelli | 207+6      | 9          |                 | 8               | 1               |                    | -                  | -                  |             | -           | -           | 221    | 10     |
| 2019-2020           | Padova              | C                   | 26         | 1          | CI+CI-C         | 1+1             | 0+1             | -                  | -                  | -                  | -           | -           |             | 28     | 2      |
| 2020-2021           | Padova              | C                   | 36+6       | 0          | CI              | 3               | 0               | -                  | -                  | -                  | -           | -           |             | 45     | 0      |
| 2021-2022           | Padova              | C                   | 26+6       | 0          | CI-C            | 4               | 0               | -                  | -                  | -                  | -           | -           | -           | 36     | 0      |
| 2022-gen.2023       | Padova              | C                   | 9          | 0          | CI+CI-C         | 1+2             | 0               | -                  | -                  | -                  | -           | -           | -           | 12     | 0      |
| Totale Padova       | Totale Padova       | Totale Padova       | 97+12      | 1          |                 | 8               | 1               |                    | -                  | -                  |             | -           | -           | 95     | 2      |
| gen.-giu. 2023      | Triestina           | C                   | 18+2       | 0          | CI-C            | 0               | 0               | -                  | -                  | -                  | -           | -           | -           | 20     | 0      |
| 2023-2024           | Triestina           | C                   | 32+3       | 0          | CI-C            | 2               | 0               | -                  | -                  | -                  | -           | -           | -           | 37     | 0      |
| 2024-2025           | Triestina           | C                   | 20         | 0          | CI-C            | 1               | 0               | -                  | -                  | -                  | -           | -           | -           | 21     | 0      |
| Totale Triestina    | Totale Triestina    | Totale Triestina    | 70+5       | 0          |                 | 3               | 0               |                    |                    |                    |             |             |             | 78     | 0      |
| Totale carriera     | Totale carriera     | Totale carriera     | 446        | 14         |                 | 21              | 2               |                    | -                  | -                  |             | -           | -           | 467    | 16     |

## Palmarès

### Club

#### Competizioni nazionali
- Coppa Italia Serie C: 1

Padova: 2021-2022